# Suruhati
Suruhati (Surhati) ist eine osttimoresische Siedlung im Suco Mulo (Verwaltungsamt Hato-Udo, Gemeinde Ainaro).
Das Dorf liegt in der Südwestecke der Aldeia Mulo, auf einer Meereshöhe von 1004 m. Die Siedlung liegt an der Überlandstraße von Ainaro nach Dili. Östlich befinden sich die Siedlung Dare Boetua und das Dorf Dare. Westlich beginnt jenseits der Lebulau-Brücke (Ponte Lebulau) das Dorf Lebulau (Suco Nuno-Mogue). Die Brücke führt über den Fluss Tolemau, der etwas südlich in den Belulik mündet. Nördlich des Ortes stürzt der Tolemau den Wasserfall Dokomali herab.
In Suruhati befindet sich der „Große Friedhof“ (Cementerio boot).